# Татусів уїкенд
«Татусів уїкенд» (англ. About My Father) — американська кінокомедія від режисерки Лори Террусо за сценарієм Себастьяна Маніскалко і Остіна Ерла. В основі сюжету розповідь про життя Маніскалко та його стосунки зі своїм батьком, якого зіграв Роберт де Ніро. Дистрибуцією фільму займатиметься компанія Lionsgate.

## Сюжет
Себастьян розповідає своєму батькові — старомодному іммігранту з Італії Сальво — що збирається зробити пропозицію своїй американській дівчині. Сальво хоче провести вихідні з її батьками. Хоча спершу здається, що сім'ї не мають нічого спільного, наприкінці одного літнього вихідного дня вони стануть однією великою родиною.

## Акторський склад
- Себастьян Маніскалко в ролі самого себе
- Роберт де Ніро в ролі Сальво Маніскалко
- Леслі Бібб в ролі Еллі
- Кім Кетролл в ролі Тайґер
- Бретт Даєр в ролі Даґа Коллінза
- Андерс Голм в ролі Лакі Коллінза
- Девід Раш в ролі Білла

## Виробництво
26 квітня 2018 року стало відомо, що Себастьян Маніскалко зніметься в фільмі для компанії Lionsgate, сюжет якого заснований на реальних подіях в його житті, а сценарист Остін Ерл допомогатиме в роботі над сценарієм. 12 травня 2021 року було оголошено, що Лора Террусо стане режисеркою фільму, а Роберт де Ніро виконає головну роль. Кріс та Пол Вайци, відомі завдяки роботі над «Американським пирогом», разом з Ендрю Міано стануть продюсерами фільму від їхньої продюсерської компанії Depth of Field. У вересні 2021 року Леслі Бібб і Кім Кетролл приєднались до акторського складу на головні ролі. В листопаді 2021 року стало відомо, що Бретт Даєр, Андерс Холм і Девід Раш отримали ролі у фільмі.
Основні зйомки розпочались 21 вересня 2021 року в Мобілі (Алабама) і тривали один місяць.

## Випуск
Випуск фільму відбувся 26 травня 2023 року.